# Fetish People Party
Fetish People Party, eller FPP som föreningen brukar kallas, är en fetischförening i Göteborg som funnits sedan 1996. Klubben är inte inriktad till någon speciell sexuell läggning och drivs av ideella skäl och har som mål att låta fetischister att träffas i en miljö där de inte diskrimineras eller pekas ut. Föreningen arrangerar klubbkvällar och resor, bedriver en fetischverkstad och handhar även en gård.
Föreningen är bland de idag äldsta fetischföreningarna i Sverige och med ett medlemsantal upp mot 2000 gör att det även är en av de största.

## Verksamhet

### Klubb FPP
Klubb FPP är medlemsfester, som anordnas vanligtvis sista helgen varje månad med uppehåll för sommarmånaderna. Klubben huserar i en privat lokal. Klubb FPP har en åldersgräns på 18 år. Enligt klubben själv är det vanligt med mellan 200 och 250 besökare. 
Klubben har en dresscode, vilken är till exempel lack, läder, gummi, lingeri, kroppsmålning, piercing, uniformer, S/M-outfit m.m.

### Fetischverkstaden
FPP har tillsammans med BDSMklubben Sesam en stor och välutrustad verkstad för tillverkning/ändring av fetischkläder och redskap. Verkstaden är öppen söndagseftermiddagar och tisdagkvällar.  Verkstaden har en entréavgift, utöver det betalas bara för förbrukat material.

### Resor
FPP anordnar också resor till andra fetischarrangemang. Genom åren har de till exempel ordnat bussresor till Manifest i Köpenhamn, Cat People i Oslo, Wasteland och Europerv i Amsterdam samt båtresa till Kinky Club i Helsingfors. Deltagarantalet har varit enligt FPP allt från enstaka personer till 40–50 st. 

### Gården
Sommaren 2000 gick medlemmar ur olika fetisch- och BDSMföreningar i Sverige ihop och köpte en gammal sommarkollogård i Bohuslän.  Under sommarhalvåret anordnas fetisch- och BDSMarrangemang i denna lokal. 

## Historia
FPP startades i april 1996 i samband med fetischmässan ’’Göteborg underground fashion fair’’ som hölls i Göteborgs kårhus. Det som började som ett litet gäng på 30 personer har nu blivit en förening med över 1000 medlemmar.
FPPs första fest hölls på restaurang ’’Walk Over’’ den 25 april 1996. Under sommaren 1996 letade de efter en ny lokal och hittade ’’Grands’’ festvåning där de höll deras andra fest den 28 augusti samma år. Fram till maj 2000 anordnades FPPs fester sedan i den lokalen. Därefter flyttade de till större lokaler på ’’Chrome’’ (som sedermera blev ’’Restaurang Huset’’) där de arrangerade sina fester till maj 2005. 
Eftersom ’’Restaurang Huset’’ brann ner sommaren 2005 tvingades FPP att flytta.  Den nya lokal FPP började nyttja är den privatägda lokal de använder idag. Sedan andra festen på Grand har FPP haft en fest i månaden, med endast uppehåll för sommarmånaderna.
Hösten 1997 började FPP se ett växande intresse för att kunna laga och göra fetischkläder och redskap. Tillsammans med BDSM-klubben Sesam, som hade ett liknande intresse, köpte de en industrisymaskin. Till en början var det hela väldigt sporadiskt i en liten kall källarlokal med endast ett fåtal besökare. Verksamheten växte dock och omfattar idag en stor och välutrustad fetischverkstad med fem symaskiner, allehanda tillbehör, ett stort antal verktyg och material såsom lack, läder, gummi m.m. 
Från att I början köpt in några meter lack och skinn åt gången, köper de in i hundratals meter dito per år. Verkstaden har genom åren också arrangerat olika kurser i tillverkning av fetischkläder och redskap.
Sommaren 2000 gick olika medlemmar ur olika fetisch- och BDSMföreningar i Sverige ihop och köpte en gammal sommarkollogård. Under sommarhalvåret anordnas fetisch- och BDSMarrangemang i denna lokal.